# Тонгсинг Тамавонг
Тонгсинг Тамавонг (Лао. ຄຳໄຕ ສີພັນດອນ; рођен 12. априла 1944) лаошки је политичар, који је био премијер Лаоса од 2010. године до 2016. године. Члан је Народне револуционарне партије Лаоса и члан њеног Политбироа од 1991. године. Тренутно служи и као представник провинције Луанг Прабанг у Народној скупштини. Пре преузимања функције премијера био је председник Народне скупштине од 2006. године до 2010. године.